# Palaemnema apicalis
Palaemnema apicalis – gatunek ważki z rodziny Platystictidae. Występuje na terenie Ameryki Południowej.